# 二宮村 (岡山県)
二宮村（にのみやそん）は、岡山県苫田郡にあった村。
現在の津山市二宮に当たり、ここでは現在の津山市二宮地区についても扱う。

## 沿革
- 1889年6月1日 - 町村制施行に伴い、西西条郡二宮村が単独で村制、二宮村となる。
- 1900年4月1日 - 西西条郡が西北条郡、東南条郡、東北条郡と合併し、苫田郡となる。
- 1929年2月11日 - 苫田郡津山町、津山東町、院庄村、西苫田村、久米郡福岡村と合併・市制により、津山市となる。

## 二宮地区
二宮村の範囲を以って二宮地区と呼んでいる。小学校は向陽小学校区、中学校は津山西中学校区。

### 隣接自治体・地区
- 津山市院庄地区
- 津山市佐良山地区
- 津山市城西地区 → 津山町
- 津山市田邑地区

### 地区の地名
- 二宮

### 人口
2643人（2019年1月1日現在。住民基本台帳による。津山市調べ）。

### 郵便番号
- 708-0013（津山郵便局管区）

### 教育

#### 幼稚園
- 二宮幼稚園

#### 保育園
- 二宮保育園

#### 小学校
- 二宮小学校（1969年に田邑小学校と統合し、津山市立向陽小学校となっている）

## 交通

### 鉄道
- JR姫新線：院庄駅

### 道路
廃止当時は未完成。

#### 高速道路
- 中国自動車道：二宮PA

#### 国道
- 国道179号

#### 県道
- 主要地方道

地区内を走る主要地方道なし
- 一般県道
  - 岡山県道338号市場津山線

## 河川・山岳

### 河川
- 吉井川
- 紫竹川

## 寺院・神社

### 神社
- 高野神社（美作国二宮）
- 野上神社